# Eugenia Escudero
Eugenia Escudero Lavat (26 de noviembre de 1914 – 18 de enero de 2011) fue una esgrimista mexicana. Compitió en la competición de florete de los Juegos Olímpicos de Los Ángeles 1932. Además en estos Juegos fue la abanderada por la delegación de México.
Hija de Carolina Lavat y de Ángel Escudero, maestro de armas del Colegio Militar, fue instruida por su padre en el dominio de la esgrima (especialmente en el florete y el sable) así como en el tiro al blanco en rifle y pistola. Se casó con Hans Backhoff, reconocido personaje de la Ensenada que en 2004 recibió el título de Forjador de Ensenada con el que tuvo cinco hijos.